# José Félix Tapia
José Félix Tapia Ruiz (Madrid, 4 de febrer de 1910 - Madrid, 13 d'agost de 1969) fou un escriptor i periodista espanyol.

## Biografia
Va cursar estudis de Periodisme a la Universitat de Deusto. Seguidament, va començar a col·laborar al diari La Nación. Un cop acabada la Guerra Civil va començar a treballar a El Alcázar, publicació de la qual arribaria a ser redactor en cap. Des de 1964 va col·laborar amb l'Agència EFE.
De la seva carrera com a escriptor destaca la novel·la La luna ha entrado en casa, amb la qual va obtenir el Premi Nadal de 1945.